# Polyelektrolyt

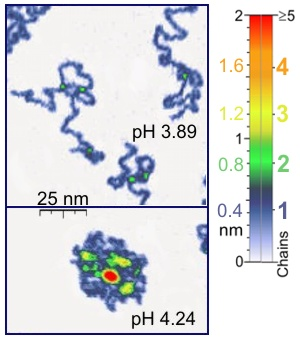
De pH bepaalt ook de conformatie van de polyelektrolyt (poly(2-vinylpyridine)).

Een polyelektrolyt is een polymeer waarvan de bouwstenen elektrolyten zijn. Na oplossen in water ontstaat een macromolecuul waarvan de zijgroepen een elektrische lading dragen. Afhankelijk van de aard van de zijgroepen en de pH van de oplossing, zijn dat positieve of negatieve ladingen.

## PEM
'Polyelektrolyt-multilagen' (PEM's) ontstaan door een monster afwisselend in negatief en positief geladen polyelektrolyt onder te dompelen.

## Soorten
- Negatief geladen bij neutrale pH
  - PAA = polyacrylzuur
  - PSS = poly(natrium-styreen-sulfonaat)

- Positief geladen bij neutrale pH
  - PAH = poly(allyl-hydrochloride)

## Toepassing / Voorbeelden
- Eiwitten zijn het bekendste voorbeeld van polyelektrolyten.
- Bij het maken van gedemineraliseerd water wordt gebruikgemaakt van twee polyelektrolyten, één met een negatieve lading (waar kationen aan koppelen en H+ wordt afgestaan) en één met een positieve lading (waar anionen aan koppelen onder afstaan van OH—).